# Francisco Mendoza Marrero
Francisco Mendoza Marrero   (Santa Cruz de Tenerife, 26 de juny de 1922 - San Cristóbal de La Laguna, 10 de desembre de 1988) fou un futbolista canari de la dècada de 1940.
Jugava a la posició d'interior. Començà a jugar al club canari Unión de Tenerife entre els anys 1941 i 1943. L'any 1943 fitxà pel RCD Espanyol, on jugà durant tres temporades, disputant 11 partits oficials. La temporada 1944-45 fou cedit al CE Constància, on descendí a Tercera Divisió després del polèmic enfrontament amb el Mallorca, amb controvertit arbitratge de Cruellas. Posteriorment, fou jugador del Granada CF (1946-47) i del Girona CF (1950-51).